# Super estrellas
Super Estrellas est une émission de télévision chilienne diffusée sur Chilevisión et présentée par Javiera Contador.

## Saisons
| Saison | Épisodes | Début             | Fin              | Vainqueur                        | 2e place            | 3e place          | Présentation     | Jury                                 |
| ------ | -------- | ----------------- | ---------------- | -------------------------------- | ------------------- | ----------------- | ---------------- | ------------------------------------ |
| 1      | 12       | 12 septembre 2011 | 28 novembre 2011 | Academia de Cueca "René Poblete" | Cristhoper Cárdenas | Javiera Farias    | Eva Gómez        | Américo Viví Rodríguez Jaime Coloma  |
| 2      | 11       | 13 janvier 2014   | 2 avril 2014     | Paz Binimellis                   | Joaquín Aguilar     | Antonia Hummerlin | Javiera Contador | Américo Rodrigo Díaz Angélica Castro |